# KV49
KV49 (Kings' Valley 49) è la sigla che identifica una delle tombe della Valle dei Re in Egitto; sconosciuto il titolare.
Scoperta nel 1906 da Edward Russell Ayrton, per conto di Theodore Davis, si tratta di una tomba non ultimata costituita da una scala che termina in un corridoio in discesa che, a sua volta, termina in quella che doveva essere l’anticamera; da qui si diparte una seconda scala, ma i lavori vennero interrotti.
La tomba presenta tracce di muratura della porta, il che ha fatto supporre che sia comunque stata impiegata. Due graffiti al di sopra della porta attestano, tuttavia, che durante la fine del Nuovo Regno la tomba era accessibile ed impiegata come magazzino per stoffe.

### Annotazioni
1. ↑  Le tombe vennero classificate nel 1827, dalla numero 1 alla 22, da John Gardner Wilkinson in ordine geografico. Dalla numero 23 la numerazione segue l’ordine di scoperta.

### Fonti
1. ↑  Nicholas Reeves e Richard Wilkinson, The complete valley of the Kings, New York, Thames & Hudson, 2000, p. 184.
2. ↑  Theban Mapping Project.